# جان ولش (بازیکن فوتبال)
جان ولش (انگلیسی: John Welsh؛ زادهٔ ۱۰ ژانویهٔ ۱۹۸۴) یک بازیکن فوتبال اهل بریتانیا است.